# Fiat 1500
Denna artikel behandlar modellen 1500 lanserad 1935, för sextiotalsmodellen 1500, se Fiat 1300
Fiat 1500 är en personbil, tillverkad av den italienska biltillverkaren Fiat mellan 1935 och 1950.
Med 1500-modellen införde Fiat nymodigheter som strömlinjeformad kaross och individuell framhjulsupphängning.
Bilen uppdaterades 1948 med ny front och lite högre motoreffekt.
Tillverkningen uppgick till 39 440 exemplar.